# Eliška Záležáková
Eliška Záležáková (* 26. března 1958 Nitra) byla slovenská a československá politička, po sametové revoluci poslankyně Sněmovny lidu Federálního shromáždění za Slovenskou národní stranu, později nezařazená poslankyně.

## Biografie
Ve volbách roku 1990 byla zvolena za SNS do Sněmovny lidu (volební obvod Bratislava). Od ledna 1991 vystupovala jako bezpartijní poslankyně. Byla totiž aktérkou jedné z prvních vnitrostranických krizí v SNS, kdy byl z této strany vytlačen Stanislav Pánis. Záležáková opustila stranu spolu s Pánisem. Ve Federálním shromáždění setrvala do voleb roku 1992 .